# Mortal Kombat Legends: Scorpion’s Revenge
«Mortal Kombat Legends: Scorpion's Revenge» (досл. с англ.  — «Легенди смертельної битви: Помста Скорпіона») — мальований мультиплікаційний фільм про бойові мистецтва 2020 року, за мотивами франшизи «Mortal Kombat», створеної Ед Буном і Джоном Тобіасом. Це перша екранізація, заснована на «Mortal Kombat», яка буде проведена у Warner Bros. Animation після того, як її материнська компанія придбала права на франшизу в 2009 році у Midway Games, і перший анімаційний проєкт «Mortal Kombat» з часів мультсеріалу 1996 року «Смертельна битва: Захисники Землі», в якому співтворець Едвард Бун був залучений в ролі креативного консультанта.
Мультфільм вийшов 14 квітня 2020 року в цифровому форматі, а 28 квітня 2020 року на 4K Ultra HD і Blu-ray.

## Сюжет
В Японії верховний майстер Ширай Рю - Ханзо Хасаші та його молодший син Сатоші по дорозі додому потрапляють у засідку, влаштовану кількома вбивцями з конкуруючого клану - Лін Куей. Хасаші вбиває найманців після того, як дізнається, що Лін Куеї вбили решту клану Ширай Рю, включно з його дружиною - Харумі. З'являється Саб-Зіро з клану Лін Куей, який використовує свої здібності до заморожування, щоб ув'язнити Ханзо в льоду, а потім вбиває Сатоші, зламавши йому шию. Потім він пронизує шию Хандзо крижаною глибою, тим самим вбиваючи його.
Бог грому - Райден і монах Шаоліня - Лю Кан готуються захищати Земне царство, беручи участь у турнірі «Смертельна битва», який влаштовує чаклун Шан Цзун. Переможець турніру битиметься з принцем Горо, щоб вирішити долю Землі. Пару супроводжують безробітний голлівудський актор - Джонні Кейдж та агент спецназу - Соня Блейд, у кожного з яких є свої причини для участі: Соня переслідує лідера злочинного синдикату «Чорний дракон» Кано, а Кейдж вважає, що бере участь у зйомках фільму.
Тим часом, у потойбічному світі Хасаші прокидається та дізнається, що на нього чекають неминучі муки від Демона-Мучителя. Хасаші тікає та вбиває Демона-Мучителя та кількох інших демонів. Нарешті він зустрічається з чаклуном Куан Чі, який переконує Ханзо битися за нього на турнірі «Смертельна битва», щоб він міг помститися Саб-Зіро. Ханзо погоджується, назвавши себе Скорпіоном.
Прибувши на острів Шан Цзунга, Скорпіон намагається викрасти амулет Шиннока за наказом Куан Чі, але Рейден переконує його не доводити справу до кінця. Тим часом Кейдж, Соня і Лю Канг стають свідками того, як Горо відриває руки партнеру Соні - Джексону «Джексу» Бріггсу, аж поки не втручається Райден і не припікає руки Джексу. Під час турніру Кейдж ледве здобуває перемогу над таркатанцем і розуміє, що перебуває на справжньому бойовому турнірі, а не в бойовику. Соня успішно перемагає Рептилію. Лю Канг б'ється з Кітаною. Вони вступають у бій, і врешті-решт Лю Канг перемагає. Вони мають коротку розмову перед тим, як Кітана здається. Намагаючись зупинити героїв Земного царства, Кано відправляє на острів своїх убивць, щоб вбити їх, але їх усіх вбиває Скорпіон. Під час спроби боротися з Кано з'являється Саб-Зіро, який допомагає впоратися з убивцями, але мстивий Скорпіон нападає на нього та скидає з мосту в яму з шипами, пронизуючи їх обох і вбиваючи Саб-Зіро. Кейдж і Соня переслідують Кано, щоб врятувати Джекса, а Лю Кан поспішає до тронного залу Шан Цунга, щоб зустрітися з Горо.
Куан Чі з'являється перед Скорпіоном і розповідає, що він був безпосередньо відповідальний за вбивство Ширай Рю, прийнявши образ Саб-Зіро і маніпулюючи кланом Лін Куєй, щоб той виконував його накази, і що справжній Саб-Зіро не брав участі в різанині. Розлючений Скорпіон злітає зі шпиля, щоб помститися. У кульмінаційний момент турніру Шан Цун з'ясовує, що знав про справжні наміри Куан Чі від самого початку, і захоплює його в полон. Лю Кан мало не гине під час поєдинку з Горо, але рятується, коли Скорпіон вбиває Горо своїм кунаєм, а Кейдж, Соня і Джекс успішно вбивають Кано. Шан Цун намагається змусити Скорпіона битися з Лю Кангом, але привид перехитрив чаклуна і напав на нього, змусивши віддати йому амулет і добровільно відмовитися від статусу бійця, що, в свою чергу, забезпечило Лю Кангу перемогу в турнірі. Шан Цзун попереджає, що Шао Кан помститься, коли відступить до Потойбіччя. Острів починає руйнуватися, змушуючи героїв «Земного царства» евакуюватися на найближчому човні. У той же час Скорпіону вдається вбити Куан Чі в сутичці, перш ніж приєднатися до своєї сім'ї та клану в потойбічному світі. Пізніше на кораблі Райден розповідає Лю Кану, що не йому судилося перемогти Горо, а самому Шао Кану.
Згодом Шао Кан катує Шан Цунга за його поразку, а потім наказує готуватися до вторгнення Земного царства .

## Озвучували
- Джоел Макхейл — Джонні Кейдж
- Дженніфер Карпентер — Соня Блейд
- Джордан Родрігес — Лю Кан
- Патрік Сайц — Ханзо Хасаші / Скорпіон
- Стів Блум — Куай Лян / Саб-Зіро
- Артт Батлер — Шан Цзун
- Дарін Де Поль — Куан Чі
- Робін Аткин Даунс — Кано
- Дейв Б. Мітчелл — Райден
- Айк Амаді — Джексон «Джакс» Бріггс
- Кевін Майкл Річардсон — Горо
- Грей Гріффін — Кітана, Сатоші Хасаші
- Фред Татаскьор — Демон мучитель

## Виробництво
Новини та натяки про новий анімаційний фільм «Mortal Kombat» з'явилися в січні 2019 року, як зв'язок з майбутнім фільмом перезапуском. Рік потому анімаційний фільм був офіційно оголошений під назвою «Mortal Kombat Legends: Scorpion's Revenge». У фільмі Патрік Сайц повернувся до озвучки Скорпіона з попередніх частин після того, як він не повернувся до даної ролі в Mortal Kombat 11 (де його замінив Рон Юань), поряд зі Стівом Блумом в ролі Саб-Зіро, Грей Гріффін озвучує Кітану після того, як раніше відмовилася від цієї ролі в Mortal Kombat X через її вагітність в той час і Кевін Майкл Річардсон вперше за двадцять п'ять років після фільму 1995 року знову зіграв свою роль Горо. Едвард Бун підтвердив у своєму Твіттері, що мультфільм отримає рейтинг «R».
Перший трейлер мультфільму був викладений в онлайн 28 січня 2020 року. Наступний трейлер до фільму вийде 8 березня 2020 року під час турніру «Final Kombat» після дебюту гостьового учасника в Mortal Kombat 11, Спауна, Тодда Макфарлейна, якого в грі озвучують Кіт Девід і Кері-Хіроюкі Тагава.